# Svenska mästerskapet i simhopp 2019 (vinter)
Svenska mästerskapen i simhopp vintern 2019 ägde rum i Eriksdalsbadet i Stockholm. 

## Medaljsummering

### Damer
| Gren    | Guld                                     | Guld                   | Silver                               | Silver               | Brons                                      | Brons                  |
| Höga    | Ellen Ek                                 | Malmö KK               | Amanda Lundin                        | Polisens IF Simhopp  | Hanna Johnsson Stjernström                 | Malmö KK               |
| 3m      | Emma Nilsson Garip                       | Malmö KK               | Hedda Nordstedt                      | Malmö KK             | Amanda Lundin                              | Polisens IF Simhopp    |
| 1m      | Emma Gullstrand                          | Jönköpings Simsällskap | Emma Nilsson Garip                   | Malmö KK             | Daniella Nero                              | Jönköpings Simsällskap |
| Synchro | Hedda Malmström och Emilia Nilsson Garip | Malmö KK               | Mikaela Dietmann och Matilda Nilsson | Bofors Simhoppsklubb | Hedda Grelz och Hanna Johnsson Stjernström | Malmö KK               |

### Herrar
| Gren    | Guld                              | Guld                   | Silver                                  | Silver                 | Brons                            | Brons               |
| Höga    | Vinko Paradzik                    | Jönköpings Simsällskap | Jacob Stoltz                            | Polisens IF Simhopp    | Linus Augustsén                  | SK Neptun           |
| 3m      | Erik Gundersen                    | Malmö KK               | Elias Petersen                          | Malmö KK               | David Ekdahl                     | Malmö KK            |
| 1m      | Vinko Paradzik                    | Jönköpings Simsällskap | Jacob Stoltz                            | Polisens IF Simhopp    | Elias Petersen                   | Malmö KK            |
| Synchro | Erik Gundersen och Elias Petersen | Malmö KK               | Zackarias Pettersson och Vinko Paradzik | Jönköpings Simsällskap | Felix Olsson och Oscar Raftewold | Polisens IF Simhopp |

### Mix
| Gren | Guld                               | Guld     | Silver                    | Silver   | Brons                              | Brons                             |
| Mix  | Erik Gundersen och Hedda Nordstedt | Malmö KK | David Ekdahl och Ellen Ek | Malmö KK | Elias Petersen och Matilda Nilsson | Malmö KK och Bofors Simhoppsklubb |